# Maurice Favone
Maurice Favone, né en 1906 à Saint-Médard (Creuse), mort en 1941, est un historien français, auteur d'innombrables articles et ouvrages sur l'histoire de la Creuse.

## Publications
- Dans le sillage de Maximilien Robespierre : Joachim Vilate, Paris, Marcel Rivière, Librairie des sciences politiques et sociales, 1937, 119 pages.
- Histoire de la Marche, Paris, Dorbon aîné, 1937, 356 pages.
- Les disciples d'Hiram en province. La franc-maçonnerie dans la marche, Paris, Dorbon aîné, 1937, 63 pages.
- Un montagnard aubussonnais; le conventionnel Jean François Guyès, 1761-1793, Guéret, Imprimeurs Betaulle, J. Lecante, 1938, 54 pages.
- Le Poète Léon Deubel, Paris, R. Debresse, Bibliothèque de l’artistocratie, 1939, 63 pages.